# Brendon Polyblank
Brendon William Polyblank (Wellington, 8 novembre 1978) è un ex cestista e allenatore di pallacanestro neozelandese.